# Vladimir Cosma
Vladimir Cosma (ur. 13 kwietnia 1940 w Bukareszcie) – rumuński skrzypek i kompozytor muzyki filmowej.

## Życiorys
Urodził się w Bukareszcie w rodzinie o tradycjach muzycznych – ojciec Teodor był pianistą i dyrygentem (uczniem Lazare’a Levy’ego), był nim również jego wuj Teodor. Pianistką (uczennicą Ferruccia Busoniego) była jego babka. Cosma ukończył konserwatorium w Bukareszcie w klasie skrzypiec i w 1963 wyjechał do Paryża. Kontynuował swoją edukację w École Normale de Musique oraz pracował jako skrzypek orkiestry symfonicznej. Swoją karierę kompozytora muzyki filmowej zaczął dzięki rekomendacji Michela Legranda od filmu Przygody rabina Jakuba, chociaż muzykę do filmów komponował już od sześciu lat.
Dziś, z ponad 300 filmowymi motywami muzycznymi należy do najwybitniejszych kompozytorów muzyki filmowej w Europie. Jest również autorem oprawy muzycznej dla czołówek najstarszego francuskiego kanału telewizyjnego TF1 (emitowanych w latach 1975-1984), opery (Marius et Fanny) i kantaty.

## Filmografia
Vladimir Cosma stworzył ścieżkę dźwiękową m.in. do filmów:
- 1972 – Tajemniczy blondyn w czarnym bucie
- 1973 – Przygody rabina Jakuba
- 1974 – Powrót tajemniczego blondyna
- 1974 – Diabli mnie biorą
- 1976 – Michał Strogow – carski kurier
- 1976 – Skrzydełko czy nóżka
- 1978 – Porwany za młodu (serial)
- 1978 – Panowie, dbajcie o żony
- 1980 – Diva
- 1980 – Prywatka
- 1980 – Zabójczy parasol
- 1981 – Pechowiec
- 1982 – Prywatka 2
- 1983 – Bal
- 1985 – Asterix kontra Cezar
- 1985-1987 – Szagma albo zaginione światy
- 1986 – Asterix w Brytanii
- 1987 – Rahan Wędrowiec
- 1996 – Le Jaguar(inne języki)
- 1998 – Kolacja dla palantów
- 2001 – Plotka

oraz współpracował z Legrandem przy muzyce do animowanego serialu Biały delfin Um.

## Odznaczenia
- Oficer Legii Honorowej (Francja, 2023)[1]

## Nagrody
- Cezar 1982, 1984 (za najlepszą muzykę filmową)